# Modeka
Modeka Motorcycle Equipment  – niemieckie przedsiębiorstwo powstałe w roku 1947, zajmujące się produkcją odzieży i akcesoriów motocyklowych. Produkty Modeki dostępne są u prawie tysiąca dilerów na terenie całej Europy.